# Мыс Воронина
Мыс Воронина — самая выступающая точка полуострова Моусона (Восточная Антарктида). Находится в северной части полуострова. Назван в честь Владимира Воронина.
19 января 1840 года лейтенант Уильям Леверрет Хадсон (1794—1862), участник Американской экспедиции (1838—1842) под руководством полярника Чарльза Уилкса, увидел землю возле мыса. На картах Уилкса нанесён под названием Кейп-Хадсон.